# نيل آشر
نيل آشر (بالإنجليزية: Neal Asher)‏ (4 فبراير 1961 في المملكة المتحدة)؛ كاتب وروائي بريطاني.

## روابط خارجية
- نيل آشر على موقع إن إن دي بي (الإنجليزية)